# داستان یک شهر (مجموعه تلویزیونی)
داستان یک شهر، سریالی به تهیه‌کنندگی و کارگردانی اصغر فرهادی است که فصل یکم آن در ۲۶ قسمت پنجاه دقیقه‌ای، سال ۱۳۷۸ روی آنتن شبکهٔ پنج سیما رفت. نویسنده فصل یکم سریال، اصغر فرهادی بود.

## خلاصه داستان
گروه جدیدی برنامه‌ساز، شامل چند جوان با روحیات مختلف است، که تولید برنامهٔ «در شهر» (از برنامه‌های اجتماعی شبکهٔ تهران) را در دست گرفته، و در هر برنامه با پرداختن به موضوعی، گزارش تهیه می‌کنند، که این گزارش آن‌ها را با داستانی پیوند می‌دهد.

## بازیگران

### بازیگران اصلی
- آتنه فقیه‌نصیری (مونس)
- فرامرز صدیقی
- رامبد شکرآبی
- علی قربان‌زاده
- امیرحسین صدیق
- علی سلیمانی
- مهتاج نجومی
- ملکه رنجبر

### بازیگران مهمان
- مریم امیرجلالی
- شبنم مقدمی
- مهرانه مهین‌ترابی
- فرشید زارعی‌فرد
- مریلا زارعی
- فریده سپاه‌منصور
- رضا خندان
- بهشاد شریفیان
- سعید آقاخانی
- هایده حائری
- سیروس کهوری‌نژاد
- شقایق فراهانی
- مهرداد فلاحتگر
- شهرام حقیقت‌دوست
- ستاره اسکندری
- معصومه تقی‌پور
- رحمان باقریان
- فرخنده فرمانی‌زاده
- محسن نقیبیان
- نسرین نکیسا
- زهره صالحی
- احمد قدکچیان
- حسین صادقی
- علی جاویدفر
- محمد حمزه‌زاده
- آتوسا راستی
- کریم جوانشیر
- جمشید شاه محمدی
- سمیرا سیاح
- فرزانه نشاط‌خواه
- حسن نیکخواه
- یحیی آذرنوش
- جهانگیر طاهری
- علیرضا ریاحی
- عبدالله احمدی[۱][۲]

## عوامل
دستیار اول کارگردان
- افشین فرقانی

برنامه‌ریز
- محمد فاضلی

چهره پردازان
- چهانجو جعفری
- ماریا حاجیها

## جوایز و نامزدها
| ۱۳۸۱ | ششمین دوره جشن حافظ |                           |             |          |
| ۱۳۸۱ | ششمین دوره جشن حافظ | بهترین فیلمنامه تلویزیونی | اصغر فرهادی | نامزدشده |